# TNA Turning Point
Turning Point este un eveniment pay-per-view de wrestling organizat de promoția Total Nonstop Action Wrestling în luna decembrie a fiecărui an. Este cel de-al doilea pay-per-view organzat de TNA, primul eveniment de acest fel fiind TNA Victory Road.